# Lista de episódios de MythBusters
MythBusters é um programa de entretenimento e ciência criado e produzido pela Australia's Beyond Television Productions para o Discovery Channel.
Não existe um sistema consistente para organizar os episódios de MythBusters em temporadas. O show não segue um calendário típico de de períodos de ar. O site oficial dos MythBusters lista os episódios por ano civil. Por outro lado, o Discovery vende os DVDs definidos por "temporadas", que, por vezes, seguem o ano civil e, às vezes não. Além disso o Discovery também vende "coleções" que dividem os episódios de uma maneira diferente. Esta lista seguem o ano civil, de acordo com o guia oficial dos episódios.
Um total de 282 episódios foram ao ar durante a transmissão de Mythbusters.

## Descrição geral da série
| Temporada | Temporada | Episódios | Transmissão original (Data dos EUA) | Transmissão original (Data dos EUA) |
| Temporada | Temporada | Episódios | Primeira transmissão                | Última transmissão                  |
| --------- | --------- | --------- | ----------------------------------- | ----------------------------------- |
|           | Pilotos   | 3         | 23 de janeiro de 2003               | 7 de março de 2003                  |
|           | 2003      | 8         | 23 de setembro de 2003              | 12 de dezembro de 2003              |
|           | 2004      | 17        | 11 de janeiro de 2004               | 22 de dezembro de 2004              |
|           | 2005      | 26        | 2 de fevereiro de 2005              | 16 de novembro de 2005              |
|           | 2006      | 28        | 11 de janeiro de 2006               | 13 de dezembro de 2006              |
|           | 2007      | 25        | 10 de janeiro de 2007               | 12 de dezembro de 2007              |
|           | 2008      | 20        | 16 de janeiro de 2008               | 19 de novembro de 2008              |
|           | 2009      | 23        | 8 de abril de 2009                  | 28 de dezembro de 2009              |
|           | 2010      | 24        | 4 de janeiro de 2010                | 22 de dezembro de 2010              |
|           | 2011      | 22        | 6 de abril de 2011                  | 30 de novembro de 2011              |
|           | 2012      | 21        | 25 de março de 2012                 | 25 de novembro de 2012              |
|           | 2013      | 11        | 1 de maio de 2013                   | 17 de outubro de 2013               |
|           | 2014      | 15        | 4 de janeiro de 2014                | 21 de agosto de 2014                |
|           | 2015      | 14        | 10 de janeiro de 2015               | 5 de setembro de 2015               |
|           | 2016      | 12        | 2 de janeiro de 2016                | 6 de março de 2016                  |
|           | 2017      | 6         | 15 de novembro de 2017              | 20 de dezembro de 2017              |
|           | 2018      | 8         | 3 de janeiro de 2018                | 18 de fevereiro de 2018             |
|           | Especiais | 13        | 21 de março de 2004                 | 1 de maio de 2013                   |

## Lista de episódios

### Episódios Pilotos
| No. Na série | No. Na temporada | Título                 | Data de transmissão original | Número do episódio. |
| --- | ---------------- | ---------------------- | ---------------------------- | ------------------- |
| P1 | Especial–1       | "Jet-Assisted Chevy"   | 23 de janeiro de 2003        | 1                   |
| Mitos testados: Pode um Chevy 1967 decolar com foguetes JATO, como na lenda JATO Rocket Car? Pode Pop Rocks e refrigerante, quando comidos simultaneamente , uma ruptura no estômago? Nota: Os únicos do elenco são Adam Savage e Jamie Hyneman. Heather Joseph-Witham faz sua primeira aparição nesse episódio. |                  |                        |                              |                     |
| P2 | Especial–2       | "Biscuit Bazooka"      | 23 de janeiro de 2003        | 2                   |
| Mitos testados: Pode um vaso sanitário de avião causar tanta sucção que acabe prendendo uma pessoa nele? Pode uma lata de biscuit explodir num carro quente? Uma pessoa pode atravessar uma janela de um arranha-céu? Nota: Essa é a primeira aparição de Kari Byron.                                            |                  |                        |                              |                     |
| P3 | Especial–3       | "Poppy-Seed Drug Test" | 7 de março de 2003           | 3                   |
| Mitos testados: Uma pessoa pode voar com uma cadeira de descanso e balões meteorológicos? Uma pessoa pode dar um teste positivo de heroína ao comer muita semente de papoula? É fatal ser pintado de ouro? |                  |                        |                              |                     |